# Chaerophyllum angelicifolium
Chaerophyllum angelicifolium är en växtart i släktet rotkörvlar och familjen flockblommiga växter. Den beskrevs av Friedrich August Marschall von Bieberstein.

## Utbredning
Arten förekommer från norra Turkiet till södra Kaukasus.

## Namnförvirring
Det vetenskapliga namnet Chaerophyllum angelicifolium har även använts till två andra arter: 
- C. angelicifolium DC. är en synonym till C. byzantinum.[2]
- C. angelicifolium C.A.Mey. är en synonym till C. meyeri.[3]